# Kaartunen
Kaartunen eller Kaartusenjärvi är en sjö i Finland. Den ligger i kommunen Alajärvi i landskapet Södra Österbotten, i den centrala delen av landet, 300 km norr om huvudstaden Helsingfors. Kaartunen ligger 117 meter över havet. I omgivningarna runt Kaartunen växer i huvudsak blandskog. Den är 11 meter djup. Arean är 1,42 kvadratkilometer och strandlinjen är 8,78 kilometer lång. Sjön  ingår i Esse å huvudavrinningsområde. 